# Mykola Butsenko
Mykola Valeriyovych Butsenko –en ucraniano, Микола Валерійович Буценко– (Odesa, 25 de junio de 1991) es un deportista ucraniano que compite en boxeo.
Ganó una medalla de bronce en el Campeonato Mundial de Boxeo Aficionado de 2013 y una medalla de plata en el Campeonato Europeo de Boxeo Aficionado de 2017. En los Juegos Europeos de Minsk 2019 obtuvo una medalla de plata en la categoría de 56 kg.

## Palmarés internacional
| Campeonato Mundial | Campeonato Mundial  | Campeonato Mundial | Campeonato Mundial |
| Año                | Lugar               | Medalla            | Categoría          |
| ------------------ | ------------------- | ------------------ | ------------------ |
| 2013               | Almaty (Kazajistán) | Medalla de bronce  | 56 kg              |
| Juegos Europeos    |                     |                    |                    |
| Año                | Lugar               | Medalla            | Categoría          |
| 2019               | Minsk (Bielorrusia) | Medalla de plata   | 56 kg              |
| Campeonato Europeo |                     |                    |                    |
| Año                | Lugar               | Medalla            | Categoría          |
| 2017               | Járkov (Ucrania)    | Medalla de plata   | 56 kg              |